# Eccaparadoxides
Az Eccaparadoxides a trilobiták (Trilobita) osztályának Redlichiida rendjébe, ezen belül a Paradoxididae családjába tartozó nem.

## Rendszerezés
A nembe az alábbi fajok tartoznak:
- Eccaparadoxides oppanol
- Eccaparadoxides pusillus - szinonimák: Hydrocephalus saturnoides, Paradoxides rugulosus, Paradoxides pusillus
- Eccaparadoxides rohanovicus